# Clásica Brujas-La Panne
La Clásica Brujas-La Panne (oficialmente: Classic Brugge-De Panne en neerlandés) es una prueba ciclista profesional de un día que tiene lugar entre las ciudades de Brujas y La Panne, en la costa del Mar del Norte en la provincia de Flandes Occidental en Bélgica.
La carrera fue creada en 1977 como una carrera de 4 etapas en 3 días bajo el nombre de los "Tres Días de La Panne" (Driedaagse van De Panne en neerlandés) corriendose en las inmediaciones de la ciudad de La Panne y ha formado parte del UCI Europe Tour desde 2005, pero a partir del año 2018, la carrera cambió su formato pasando de ser una carrera por etapas de categoría continental UCI Europe Tour 2.HC a 2 carreras de un día una masculina de categoría continental UCI Europe Tour 1.HC y una nueva carrera femenina bajo el mismo nombre de categoría UCI Women's World Tour 1.WWT. Al año siguiente, la carrera masculina pasó a formar parte del UCI WorldTour dentro de la categoría 1.UWT.
De acuerdo con los organizadores de la prueba, las modificaciones anteriores obedecieron a que los cambios en el calendario internacional de ciclismo evidenciaron que no había lugar para una carrera por etapas de tres días en la primavera flamenca, por lo que optaron por buscar un nuevo formato pero manteniendo el concepto de los "Tres Días" dado que dicho concepto identifica ampliamente a la carrera y así mismo esperan que en el futuro la prueba original pueda formar parte del UCI WorldTour y volver a tener 3 días de duración. De igual forma, con las modificaciones realizadas y en especial con la creación de la prueba de categoría UCI Women's World Tour 1.WWT los organizadores buscan contribuir al desarrollo del ciclismo femenino.
El corredor con más victorias es el belga Eric Vanderaerden, con cinco, cuatro de ellas de forma consecutiva.

## Palmarés
| Año                          | Ganador                  | Segundo                  | Tercero                |
| ---------------------------- | ------------------------ | ------------------------ | ---------------------- |
| Tres Días de La Panne        |                          |                          |                        |
| 1977                         | Roger Rosiers            | Yvon Bertin              | Guido Van Sweevelt     |
| 1978                         | Guido Van Sweevelt       | Joseph Jacobs            | Cees Priem             |
| 1979                         | Gustaaf Van Roosbroeck   | Marc Renier              | Guido Van Calster      |
| 1980                         | Sean Kelly               | Gustaaf Van Roosbroeck   | Etienne Van der Helst  |
| 1981                         | Jan Bogaert              | Andre Dierickx           | Joseph Jacobs          |
| 1982                         | Gerrie Knetemann         | Daniel Willems           | Jean-Luc Vandenbroucke |
| 1983                         | Cees Priem               | Etienne De Wilde         | Michel Pollentier      |
| 1984                         | Bert Oosterbosch         | Eric Vanderaerden        | Ferdi van den Haute    |
| 1985                         | Jean-Luc Vandenbroucke   | Sean Kelly               | Adrie van der Poel     |
| 1986                         | Eric Vanderaerden        | Sean Kelly               | Jean-Luc Vandenbroucke |
| 1987                         | Eric Vanderaerden        | Sean Kelly               | Jean-Luc Vandenbroucke |
| 1988                         | Eric Vanderaerden        | Allan Peiper             | Frans Maassen          |
| 1989                         | Eric Vanderaerden        | Jelle Nijdam             | Allan Peiper           |
| 1990                         | Erwin Nijboer            | Johan Museeuw            | Gerrit Solleveld       |
| 1991                         | Jelle Nijdam             | Frans Maassen            | Maximilian Sciandri    |
| 1992                         | Frans Maassen            | Viacheslav Yekímov       | Thierry Marie          |
| 1993                         | Eric Vanderaerden        | Frans Maassen            | Edwig van Hooydonck    |
| 1994                         | Fabio Roscioli           | Dzhamolidin Abduzhaparov | Frans Maassen          |
| 1995                         | Michele Bartoli          | Rolf Sørensen            | Gianluca Bortolami     |
| 1996                         | Viacheslav Yekímov       | Wilfried Peeters         | Olaf Ludwig            |
| 1997                         | Johan Museeuw            | Carlo Bomans             | Marco Milesi           |
| 1998                         | Michele Bartoli          | Emmanuel Magnien         | Viacheslav Yekímov     |
| 1999                         | Peter van Petegem        | Frank Vandenbroucke      | Denis Zanette          |
| 2000                         | Viacheslav Yekímov       | Romāns Vainšteins        | Serguéi Ivanov         |
| 2001                         | Nico Mattan              | Erik Dekker              | Viacheslav Yekímov     |
| 2002                         | Peter van Petegem        | Stefano Zanini           | George Hincapie        |
| 2003                         | Raivis Belohvoščiks      | Gianluca Bortolami       | Peter van Petegem      |
| 2004                         | George Hincapie          | Danilo Hondo             | Gerben Löwik           |
| 2005                         | Stijn Devolder           | Alessandro Ballan        | Nico Mattan            |
| 2006                         | Leif Hoste               | Bernhard Eisel           | Luis León Sánchez      |
| 2007                         | Alessandro Ballan        | Joost Posthuma           | Bert Roesems           |
| 2008                         | Joost Posthuma           | Manuel Quinziato         | Enrico Gasparotto      |
| 2009                         | Frederik Willems         | Joost Posthuma           | Tom Leezer             |
| 2010                         | David Millar             | Andri Hrivko             | Luca Paolini           |
| 2011                         | Sébastien Rosseler       | Lieuwe Westra            | Michał Kwiatkowski     |
| 2012                         | Sylvain Chavanel         | Lieuwe Westra            | Maciej Bodnar          |
| 2013                         | Sylvain Chavanel         | Alexander Kristoff       | Niki Terpstra          |
| 2014                         | Guillaume Van Keirsbulck | Luke Durbridge           | Gert Steegmans         |
| 2015                         | Alexander Kristoff       | Stijn Devolder           | Bradley Wiggins        |
| 2016                         | Lieuwe Westra            | Alexander Kristoff       | Alexéi Lutsenko        |
| 2017                         | Philippe Gilbert         | Matthias Brändle         | Alexander Kristoff     |
| Tres Días de Brujas-La Panne |                          |                          |                        |
| 2018                         | Elia Viviani             | Pascal Ackermann         | Jasper Philipsen       |
| 2019                         | Dylan Groenewegen        | Fernando Gaviria         | Elia Viviani           |
| 2020                         | Yves Lampaert            | Tim Declercq             | Tim Merlier            |
| Clásica Brujas-La Panne      |                          |                          |                        |
| 2021                         | Sam Bennett              | Jasper Philipsen         | Pascal Ackermann       |
| 2022                         | Tim Merlier              | Dylan Groenewegen        | Nacer Bouhanni         |
| 2023                         | Jasper Philipsen         | Olav Kooij               | Yves Lampaert          |
| 2024                         | Jasper Philipsen         | Tim Merlier              | Danny van Poppel       |
| 2025                         | Juan Sebastián Molano    | Jonathan Milan           | Madis Mihkels          |

## Palmarés por países
| País           | Victorias |
| -------------- | --------- |
| Bélgica        | 24        |
| Países Bajos   | 9         |
| Italia         | 5         |
| Rusia          | 2         |
| Francia        | 2         |
| Irlanda        | 2         |
| Estados Unidos | 1         |
| Letonia        | 1         |
| Reino Unido    | 1         |
| Noruega        | 1         |
| Colombia       | 1         |